# Бемпедоєва кислота
Бемпедоєва кислота, яка продається під торговою маркою Nexletol, є препаратом для лікування гіперхолестеринемії (високого рівня холестерину в крові).  
Найпоширенішими побічними ефектами є гіперурикемія (високий рівень сечової кислоти в крові), біль у руках або ногах і анемія (низька кількість еритроцитів). 
Бемпедоєва кислота блокує фермент у печінці під назвою аденозинтрифосфат-цитратліаза, який бере участь у виробленні холестерину. 
Бемпедоєву кислоту було схвалено для використання в Сполучених Штатах у лютому 2020 року, а для використання в Європейському Союзі в квітні 2020 року.    Управління з продовольства і медикаментів США (FDA) вважає його першим лікарським засобом у своєму класі. 

## Медичне використання
У США бемпедоєва кислота показана для лікування гіперхолестеринемії в поєднанні з дієтою та терапією статинами з найвищою переносимою дозою у дорослих із гетерозиготною сімейною гіперхолестеринемією або зі встановленим атеросклеротичним серцево-судинним захворюванням, які потребують додаткового зниження холестерину ЛПНЩ. 
В ЄС бемпедоєва кислота показана дорослим із первинною гіперхолестеринемією (гетерозиготною сімейною та несімейною) або змішаною дисліпідемією як доповнення до дієти в поєднанні зі статином або статином з іншими гіполіпідемічними методами лікування у пацієнтів, які не можуть досягти цільових показників холестерину ЛПНЩ із максимальною переносимою дозою статину; або окремо або в комбінації з іншими гіполіпідемічними методами лікування у пацієнтів з непереносимістю статинів  або для яких статини протипоказані. 

## Побічні ефекти
Поширеними несприятливими ефектами під час клінічних випробувань були м’язові спазми (3,6% пацієнтів, які отримували лікування, порівняно з 2,3% у групі плацебо ), біль у спині (3,3% проти 2,2%) або в кінцівках (3,0% проти 1,7%), подагра (1,5% проти 0,4%) і проблеми з шлунково-кишковим трактом, такі як діарея. Менш поширеним, але більш серйозним побічним ефектом був розрив сухожилля ротаторної манжети плеча, сухожилля біцепса або ахіллового сухожилля (0,5% проти 0,0%). 

## Взаємодії
Бемпедоєва кислота не взаємодіє з ферментною системою цитохрому Р450 у печінці та лише слабко пригнічує білки-транспортери SLCO1B1, SLCO1B3 та SLC22A7 (останній, можливо, є відповідальним за підвищення рівня сечової кислоти в крові, а отже, і побічний ефект подагри). Незважаючи на це, препарат підвищує вміст статинів в крові. Ефект найбільш виражений із симвастатином і правастатином, AUC яких збільшується приблизно вдвічі. Інших клінічно значущих взаємодій у дослідженнях виявлено не було. 

## Фармакологія

### Механізм дії

Бемпедоїл-КоА, активний метаболіт. Коензим А показано синім кольором.

Бемпедоєва кислота є проліками. Вона активується до тіоефіру з коензимом А ферментом SLC27A2 у печінці.  Активована речовина пригнічує АТФ-цитратліазу, яка бере участь у біосинтезі холестерину в печінці перед ГМГ-КоА-редуктазою, ферментом, який блокується статинами .  
Активна речовина також активує АМФ-активовану протеїнкіназу, але цей ефект, ймовірно, не має значення для людей. 

### Фармакокінетика

ESP15228, (також) активний метаболіт

Після перорального прийому бемпедоєва кислота досягає найвищих концентрацій у плазмі крові через 3,5 години.  Їжа не впливає на її всмоктування.  При попаданні в кровотік 99,3% речовини зв'язується з білками плазми.  Близько п’ятої частини речовини оборотно перетворюється ферментом альдо-кеторедуктази в метаболіт (називається ESP15228), який також є фармакологічно активним у формі свого коензиму А-тіоефіру.  З ESP15228 99,2% зв’язується з білками плазми.  І бемпедоєва кислота, і її метаболіт інактивуються шляхом глюкуронізації їхніх груп карбонових кислот . 
Бемпедоєва кислота має біологічний період напіввиведення 21±11 годин.  Понад 95% речовини виводиться у вигляді метаболітів; близько 70% з сечею і 30% з калом. 

## Історія
Було проведено два клінічних випробування, які оцінювали переваги та побічні ефекти бемпедоєвої кислоти.  Схеми випробувань були подібними.  Усі зареєстровані суб’єкти дотримувалися гіполіпідемічної дієти та приймали найвищу дозу статину (препарат, який зазвичай використовується для зниження рівня холестерину) для лікування високого рівня холестерину.  В обох дослідженнях суб’єкти були випадковим чином розподілені на прийом бемпедоєвої кислоти або таблеток плацебо щодня протягом 52 тижнів.  Ані піддослідні, ані медичні працівники не знали, яке лікування було призначено.  Вимірювали відсоткову зміну рівня холестерину ЛПНЩ (ЛПНЩ-Х) у крові від базового рівня до дванадцятого тижня та порівнювали бемпедоєву кислоту з плацебо.  В одному клінічному дослідженні бемпедоєва кислота знизила рівень ЛПНЩ приблизно на 20 мг/дл порівняно з плацебо та мала подібну частоту побічних ефектів, як і плацебо, хоча вищий відсоток суб’єктів, які отримували ліки, вибув із дослідження через побічні ефекти (11% проти 7% у групі плацебо).  В одному рандомізованому контрольованому дослідженні пацієнти, які погано переносили терапію статинами, мали знижений ризик серйозних серцево-судинних подій після лікування бемпедоєвою кислотою. 
У січні 2020 року Комітет з лікарських засобів для людини (CHMP) в Європейському Союзі рекомендував надати дозвіл на продаж бемпедоєвої кислоти як окремого препарату (торгова марка Nilemdo) , так і як комбінованого препарату з фіксованою дозою з езетимібом (торгова марка Nustendi).  Бемпедоєву кислоту було схвалено для використання в Європейському Союзі в квітні 2020 року , а комбінацію бемпедоєвої кислоти/езетимібу було схвалено в березні 2020 року  
У лютому 2020 року бемпедоєву кислоту було схвалено для використання в Сполучених Штатах як окремого препарату (торгова марка Nexletol)    , так і в комбінації з фіксованою дозою з езетимібом (торгова марка Nexlizet).  FDA схвалило Nexletol компанії Esperion Therapeutics .  
FDA схвалила бемпедоєву кислоту на основі даних двох клінічних випробувань (випробування 1/NCT02666664 і дослідження 2/NCT02991118) 3009 суб’єктів із високим рівнем холестерину ЛПНЩ та відомим атеросклеротичним серцево-судинним захворюванням або HeFH.  Випробування проводилися в США, Канаді та Європі. 